# Thore M. Fries
Theodor "Thore" Magnus Fries, född 28 oktober 1832 i Femsjö socken, Jönköpings län, död 29 mars 1913 i Uppsala, var en svensk botaniker, lichenolog och mykolog.

## Biografi
Thore M. Fries föddes som son till botanikern Elias Magnus Fries. Vidare var han far till Robert Elias Fries och Thore Christian Elias Fries, samt farfar till Nils Fries. Fries blev 1851 student vid Uppsala universitet, 1857 filosofie magister och docent i botanik, 1862 adjunkt i botanik och praktisk ekonomi samt var 1877–1899 Borgströmiansk professor i samma ämnen. Han invaldes som ledamot av Kungliga Vetenskapsakademien 1865. Han ägnade sig främst åt lavarna och högnordiska eller arktiska fanerogamer. I detta företog han förutom resor till åtskilliga delar av Sverige, botaniska resor, bland annat 1857 och 1864 till Finnmarken, 1868, såsom deltagare i "Sofias" polarexpedition, till Spetsbergen, 1871 till Grönland; dessutom besökte han i vetenskapligt syfte många av Europas länder.
Han var ledamot av styrelsen för Ultuna lantbruksinstitut 1878–1889 och ledamot av kommittéerna för organisation av rikets lantbruksläroverk (1882–1884) samt för utredning angående undervisningsväsendet med mera vid de filosofiska fakulteterna i Uppsala och Lund (1888–1889), var Uppsala universitets rektor i sex år från juni 1893, ordförande i 1899 års läroverkskommitté och var 1904 ordförande i examenskommissionen vid Stockholms högskola; han var 1882–1902 inspektor för Linnés Hammarby. År 1878–1899 var Fries inspektor för Gotlands nation i Uppsala. Fries särdeles värdefulla samlingar av lavar samt skandinaviska och arktiska fanerogamer tillhör nu Uppsala universitets botaniska museum. Han är begravd på Uppsala gamla kyrkogård.
Auktorsnamnet Th.Fr. kan användas för Thore M. Fries i samband med ett vetenskapligt namn inom botaniken; se Wikipediaartiklar som länkar till auktorsnamnet.

## Verk
- Monographia Stereocaulorum et Pilophororum, 1858.
- Lichenes arctoi Europae Groenlandiaeque hactenus cogniti, 1860.
- Lichenographia Scandinavica sive dispositio lichenum in Dania, Suecia, Norvegia, Fennia, Lapponia, rossica hactenus collectorum, 1871–1874.
- Linné: Lefnadsteckning, 1903, i två band
- Skandinaviens tryfflar och tryffelliknande svampar, Svensk Botansk Tidskrift, 1909:3, sid. 223–300